# Davulga, Emirdağ
Davulga là một thị trấn thuộc huyện Emirdağ, tỉnh Afyonkarahisar, Thổ Nhĩ Kỳ. Dân số thời điểm năm 2011 là 2.392 người.